# 純粋公共財
純粋公共財（じゅんすいこうきょうざい）とは、消費における非競合性と、消費からの非排除性の、2つの性質を持つ財をいう。例として、国防、警察、公衆衛生などが挙げられる。
非競合性により各人の純粋公共財に対する需要曲線は、私的財の場合とは異なり、垂直に積み重ね加えられることにより導出される。そこで公共財の私的財に対する限界代替率の和が限界費用に等しいという純粋公共財の最適供給条件が得られる。この条件は市場による調整機能では満たされない。
また、非排除性により各人は真の選好を表明しようとはしない。すなわち、どのような選好を表明しようとも、その財の消費から排除されないため、真の選好を表明して応分の費用を負担するよりも、できるだけ低い選好を表明して費用負担を軽くしようとする。そのため人々が真に望む公共財の量を知ることは難しい。以上2つの性質により、純粋公共財は市場で供給することは困難であり、公共部門で供給することも非常な困難を伴う。